# Eirenis levantinus
Eirenis levantinus är en ormart som beskrevs av Schmidtler 1993. Eirenis levantinus ingår i släktet Eirenis och familjen snokar. Inga underarter finns listade i Catalogue of Life.
Arten förekommer i Mellanöstern i södra Turkiet, västra Syrien, Libanon och norra Israel. Den lever i låglandet och i bergstrakter upp till 1800 meter över havet. Eirenis levantinus vistas i öppna landskap med glest fördelade ekar och buskar. Ibland besöks klippiga områden utan större växtlighet. Arten besöker även fruktodlingar och trädgårdar. Antagligen lägger honor liksom hos andra släktmedlemmar ägg.
Ibland dödas individer av personer som inte vill ha ormar i sin närhet. Arten är fortfarande vanligt förekommande. IUCN kategoriserar arten globalt som livskraftig.